# ترور مهاتما گاندی
ترورِ ماهاتما گاندی در ۳۰ ژانویه ۱۹۴۸ در مجتمع مسکونی بیرلا (در حال حاضر گاندی اسمریتی)، در مرکز دهلی نو، رخ داد. قاتل او ناتورام ویناواک گودس، یک ناسیونالیست هندو از اهالی شهر پونا عضو حزب سیاسی هندو مهاسبها، و همچنین عضو سابق یک حزب دست راستی هندو در این کشور بود گودس این ترور را با سایر هندوها از جمله یکی از پناهندگان بعد از جدایی هند و پاکستان در سال ۱۹۴۷ برنامه‌ریزی کرده بود.

## جزئیات ترور
گاندی در پشت مجتمع مسکونی بیرا، جایی که در آن هرشب نماز می‌خواند چند قدم حرکت کرده بود که گودس از میان جمعیت بیرون آمد و راه را بر گاندی بست و سه گلوله شلیک کرد. گاندی بلافاصله به زمین افتاد. مردم او را به داخل ساختمان بردند ولی به فاصله کوتاهی اعلام شد که جان خود را از دست داده‌است.

## محاکمه قاتل گاندی
محاکمه قاتل گاندی در ماه مه ۱۹۴۸ در رد فورت دهلی شروع شد. در این دادگاه گودس بعنوان متهم اصلی و همکار او نارایان آپت و شش نفر دیگر از همکاران متهم حضور داشتند. در زندگی‌نامه گاندی نوشته مارکویتز (۲۰۰۴) قاتل او تلاش کرد با خواندن متنی طولانی این جنایت را توجیه کند. قاتل از ناسیونالیست‌های افراطی هندو بود که معتقد بود روابط گسترده با پاکستان به اقتدار هندوستان لطمه زده ‌است. این هندوی افراطی فکر می‌کرد گاندی نسبت به مسلمانان به دلیل تئوری «وحدت روح» ادیان، بیش از حد تساهل و مدارا به خرج می‌دهد.
محاکمه عاملان ترور گاندی علنی بود، اما اظهارات ناتهام گودس در جریان محاکمه در مورد علت ترور گاندی، بلافاصله توسط دولت هند ممنوع شد. . گودس و آپت در ۸ نوامبر ۱۹۴۹ به اعدام محکوم شدند. آنها در نوامبر ۱۹۴۹ در زندان آمبالا به دار آویخته شدند.